# Internationale Cricket-Saison 2024
Die internationale Cricket-Saison 2024 fand zwischen Mai 2024 und September 2024 statt. Als Sommersaison wurden vorwiegend Heimspiele der Mannschaften aus Europa und Afrika ausgetragen, welche durch das ICC Future Tours Programm 2023–2027 vorgegeben wurden. Die ausgetragenen Tests der internationalen Touren bildeten die Grundlage für die ICC Test Championship. Die ODI bilden den Grundstock für das ICC Men’s ODI Team Rankings und die Twenty20-Spiele für die ICC Men’s T20I Team Rankings. Höhepunkt der Saison war für die Männer der ICC Men’s T20 World Cup 2024.

## Überblick

### Internationale Touren
| Beginn             | Heimteam           | Auswärtsteam | Resultate | Resultate | Resultate | Artikel |
| Beginn             | Heimteam           | Auswärtsteam | Test      | ODI       | Twenty20  | Artikel |
| ------------------ | ------------------ | ------------ | --------- | --------- | --------- | ------- |
| 18. April 2024     | Pakistan           | Neuseeland   |           |           | 2–2 [5]   | Artikel |
| 3. Mai 2024        | Bangladesch        | Simbabwe     |           |           | 4−1 [5]   | Artikel |
| 10. Mai 2024       | Irland             | Pakistan     |           |           | 1–2 [3]   | Artikel |
| 21. Mai 2024       | Vereinigte Staaten | Bangladesch  |           |           | 2−1 [3]   | Artikel |
| 22. Mai 2024       | England            | Pakistan     |           |           | 2–0 [4]   | Artikel |
| 23. Mai 2024       | West Indies        | Südafrika    |           |           | 3–0 [3]   | Artikel |
| 6. Juli 2024       | Simbabwe           | Indien       |           |           | 1−4 [5]   | Artikel |
| 10. Juli 2024      | England            | West Indies  | 3–0 [3]   |           |           | Artikel |
| 25. Juli 2024      | Irland             | Simbabwe     | 1–0 [1]   |           |           | Artikel |
| 27. Juli 2024      | Sri Lanka          | Indien       |           | 2–0 [3]   | 0−3 [3]   | Artikel |
| 7. August 2024     | West Indies        | Südafrika    | 0–1 [2]   |           | 3–0 [3]   | Artikel |
| 21. August 2024    | Pakistan           | Bangladesch  | 0–2 [2]   |           |           | Artikel |
| 21. August 2024    | England            | Sri Lanka    | 2–1 [3]   |           |           | Artikel |
| 4. September 2024  | Schottland         | Australien   |           |           | 0–3 [3]   | Artikel |
| 11. September 2024 | England            | Australien   |           | 2–3 [5]   | 1–1 [3]   | Artikel |

### Internationale Turniere
| Beginn          | Turnier                            | Land                            |
| --------------- | ---------------------------------- | ------------------------------- |
| 18. Mai 2024    | Netherlands Tri-Nation Series 2024 | Niederlande                     |
| 1. Juni 2024    | ICC Men’s T20 World Cup 2024       | West Indies; Vereinigte Staaten |
| 16. Juli 2024   | Scotland Tri-Nation Series 2024    | Schottland                      |
| 11. August 2024 | Netherlands Tri-Nation Series 2024 | Niederlande                     |
| 23. August 2024 | Netherlands Tri-Nation Series 2024 | Niederlande                     |

### Internationale Touren (Frauen)
| Beginn            | Heimteam    | Auswärtsteam | Resultate | Resultate | Resultate | Artikel |
| Beginn            | Heimteam    | Auswärtsteam | WTest     | WODI      | WTwenty20 | Artikel |
| ----------------- | ----------- | ------------ | --------- | --------- | --------- | ------- |
| 16. April 2024    | Irland      | Thailand     |           |           | 1−0 [2]   | Artikel |
| 18. April 2024    | Pakistan    | West Indies  |           | 0–3 [3]   | 1−4 [5]   | Artikel |
| 28. April 2024    | Bangladesch | Indien       |           |           | 0−5 [5]   | Artikel |
| 11. Mai 2024      | England     | Pakistan     |           | 2–0 [3]   | 3−0 [3]   | Artikel |
| 15. Juni 2024     | Sri Lanka   | West Indies  |           | 3−0 [3]   | 2−1 [3]   | Artikel |
| 16. Juni 2024     | Indien      | Südafrika    | 1–0 [1]   | 3−0 [3]   | 1−1 [3]   | Artikel |
| 26. Juni 2024     | England     | Neuseeland   |           | 3–0 [3]   | 5–0 [5]   | Artikel |
| 11. August 2024   | Irland      | Sri Lanka    |           | 2–1 [3]   | 1–1 [2]   | Artikel |
| 7. September 2024 | Irland      | England      |           | 1–2 [3]   | 1–1 [2]   | Artikel |

### Internationale Turniere (Frauen)
| Beginn         | Turnier                                               | Land                         |
| -------------- | ----------------------------------------------------- | ---------------------------- |
| 16. April 2024 | United Arab Emirates Women’s Quadrangular Series 2024 | Vereinigte Arabische Emirate |
| 25. April 2024 | ICC Women’s T20 World Cup Qualifier 2024              | Vereinigte Arabische Emirate |
| 19. Juli 2024  | Women’s Twenty20 Asia Cup 2024                        | Sri Lanka                    |
| 9. August 2024 | Netherlands Women’s Tri-Nation Series 2024            | Niederlande                  |

## Nationale Meisterschaften
Aufgeführt sind die nationalen Meisterschaften der Full Member des ICC.
| Land        | First-Class              | List A                                                | Twenty20                      |
| ----------- | ------------------------ | ----------------------------------------------------- | ----------------------------- |
| Afghanistan |                          | Ghazi Amanullah Khan Regional One Day Tournament 2024 | Shpageeza Cricket League 2024 |
| England     | County Championship 2024 | Metro Bank One-Day Cup 2024                           | Twenty20 Cup 2024             |
| Indien      |                          |                                                       | Indian Premier League 2024    |
| Irland      |                          | Inter-Provincial Cup 2024                             | Inter-Provincial Trophy 2024  |
| Sri Lanka   |                          | Major Clubs Limited Over Tournament 2024              | Lanka Premier League 2024     |
| West Indies |                          |                                                       | Caribbean Premier League 2024 |

## Nationale Meisterschaften (Frauen)
| Land    | List A                           | Twenty20                   |
| ------- | -------------------------------- | -------------------------- |
| England | Rachael Heyhoe Flint Trophy 2024 | Charlotte Edwards Cup 2024 |